# Leszek Kołakowski
Leszek Kołakowski, poljski filozof, pisatelj in zgodovinar, * 23. september 1927, Radom, Poljska, † 17. junij 2009, Oxford, Združeno kraljestvo.
Velja za enega vodilnih poljskih kritikov marksizma in komunizma. Njegovo najbolj poznano delo je Glavni tokovi marksizma (1976). Po izgonu s Poljskega je poučeval na Oxfordu in ostalih tujih univerzah.

## Življenje
Kołakowski se je rodil v Radomu na Poljskem kot član intelektualne in liberalno usmerjene družine. Njegovo šolanje je bilo ovirano zaradi nemške okupacije v drugi svetovni vojni, v mladosti se je namreč veliko šolal sam. Po koncu vojne se je izobraževal na univerzi v Łódźu, kjer je študiral filozofijo in opravljal vlogo asistenta za logiko. Leta 1950 je s komaj 23 leti postal odgovorni urednik poljske filozofske revije Studia filosoficzne. Leta 1953 je doktoriral iz novoveške filozofije na Univerzi v Varšavi, kjer je spoznal tudi Adama Schaffa, vodilnega partijskega teoretika in marksističnega filozofa. Na varšavski univerzi je leta 1959 postal predstojnik katedre, vse do leta 1968 pa je delal tudi kot profesor in vodja oddelka o zgodovini filozofije. V svojem življenju je prejel tudi akademske diplome za študij na zahodnih univerzah (v Holandiji in Parizu).
V mladosti se je včlanil v Komunistično partijo Poljske in bil zagovornik komunizma, a je po obisku Moskve izgubil interes za to prepričanje. Po vrnitvi na Poljsko je sooblikoval protistalinistično gibanje "Poljski oktober", ki je potekalo leta 1956. Njegova kritika Josipa Stalina (What is socialism?, 1957) je bila na Poljskem prepovedana, a se je glas o njej kljub temu razširil. Po izdaji eseja Duhovnik in norec, v katerem je razpravljal o dogmatizmu in skepticizmu, je postal znan po celotni Poljski. Med letoma 1950 in 1960 je izdal veliko knjig o zgodovini zahodnih filozofij in verskih študij. Zaradi govora ob deseti obletnici delavske vstaje 1956 je bil izključen iz Poljske združene delavske stranke, deset let kasneje pa še iz Komunistične partije Poljske. Takrat je dokončno postal eden glavnih kritikov marksizma in komunizma. Leta 1968 je zaradi dvomov v komunizem in stalinizem izgubil službo na univerzi v Varšavi in bil kmalu zatem prisiljen zapustiti Poljsko. Po enem letu poučevanja na McGill College v Kanadi je od leta 1970 naprej deloval na All Soul College v Oxfordu, kjer je ostal zaposlen do upokojitve leta 1995. Vmes je kot gostujoči profesor deloval tudi na Univerzi Yale, Univerzi v Chicagu in Univerzi Berkeley. Leta 1994 je prejel častni doktorat Univerze v Łódźu. Umrl je junija 2009 v Oxfordu.

## Delo
Kot mlad komunist je Kołakowski študiral zgodovino filozofije, pri čemer se je še posebej posvečal starim krščanskim filozofom (Avguštin, Tomaž Akvinski) ter kritično presojal njihova prepričanja z namenom, da bi kljuboval Cerkvi, hkrati pa izvedel čim več o izvoru človeške biti in mišljenja. 
Kołakowski je najbolj znan po svojih razpravah o marksizmu, ki ga je opisal kot največjo fantazijo tega stoletja. V svojem najbolj znanem delu Glavni tokovi marksizma: nastanek, razvoj in razpad (Główne nurty marksizmu. Powstanie, rozwój, rozkład, 1976) je govoril o vzrokih, vzponu in zatonu marksističnega komunizma. Pisal je tudi o slabostih ortodoksnosti in dogmatizma. Znana je njegova teza, da stalinizem z vsem terorjem ni odklon od marksizma, kar je bilo partijsko prepričanje, pač pa je njegovo logično nadaljevanje.
Na Poljskem je znan kot odličen filozof in idejni zgodovinar, slovi pa tudi kot ikona za vse nasprotnike komunizma. Čeprav so bila nekatera njegova dela prepovedana s strani poljskih komunistov, so se kljub temu širile kopije teh del in ljudi osveščale o njegovih idejah. V svojem eseju Theses on Hope and Hopelessness (poln naslov:  In Stalin's Countries: Theses on Hope and Despair) je predlagal idejo o ustanovitvi samostojno organizirane uporniške skupnosti, kar je privedlo do nastanka sindikata Solidarnost (Solidarność) in kasneje tudi do razpada Sovjetske zveze in zatona komunizma v Evropi.

## Prepričanje
Kołakowski je bil v mladosti goreč zagovornik marksizma, a je z leti postal njegov oster kritik. Spraševal se je o vseh bitnih vprašanjih človeka, kot je na primer vera in Cerkev; v mladosti je religijo kritiziral, a se ji je kmalu začel vedno bolj posvečati in se o njej spraševati. Menil je, da človek svojega življenja nikoli ne bo mogel dojeti v vsej svoji zapletenosti ali ga obvladati, kljub temu pa je v njem iskal smisel in vrednote. Po njegovem je bilo treba med seboj povezati izkustveno neposredno in življenjsko resnično - tako dobimo mit, brez katerega človek ne more obstajati. Posebno pozornost je Kołakowski namenjal marksistični filozofiji in iskanju človekove svobode. Menil je, da je ključ do resnice antropologija, katere naloga je preprečiti vsak pozitivizem - potrebno je neprestano kritično razmišljanje v vlogi človekove samoobrambe. S kritikami marksizma pa je začel, ko je ugotovil, da takšno prepričanje ne more voditi k resnici - to lahko stori le filozofija. Kljub obračunavanju z marksizmom je zavračal tudi katoliški humanizem.

## Dela
- Klucz niebieski, albo opowieści budujące z historii świętej zebrane ku pouczeniu i przestrodze (Nebeški ključ. Svete zgodbe za spodbudo, v poduk in svarilo), 1957
- Jednostka i nieskończoność. Wolność i antynomie wolności w filozofii Spinozy (Posameznik in neskončnost. Svoboda in antinomije svobode v Spinozovi filozofiji), 1958
- 13 bajek z królestwa Lailonii dla dużych i małych (13 pravljic iz kraljestva Lajlonije za stare in mlade), 1963
- Rozmowy z diabłem. Opowiadania (Pogovori s hudičem. Zgodbe), 1965
- Świadomość religijna i więź kościelna, 1965
- Od Hume'a do Koła Wiedeńskiego (prva izdaja:The Alienation of Reason, prevedel: Norbert Guterman, 1966/ kasneje Positivist Philosophy from Hume to the Vienna Circle),
- Kultura i fetysze (Kultura in fetiši), 1967
- A Leszek Kołakowski Reader, 1971
- Positivist Philosophy, 1971
- TriQuartely 22, 1971
- Obecność mitu (Navzočnost mita), 1972
- ed. The Socialist Ideal: a reppraisal. Studies (Socialistični ideal: ponovna ocena. Študije), 1974 (s Stuartom Hampshireom)
- Husserl and the Search for Certitude (Husserl in iskanje gotovosti), 1975
- Główne nurty marksizmu (Glavni tokovi marksizma), 1978
- Czy diabeł może być zbawiony i 27 innych kazań (Ali se hudič lahko zveliča in 27 drugih pridig), 1982
- Religion: If There Is No God, 1982
- Bergson, 1985
- Le Village introuvable, 1986
- Metaphysical Horror (Metafizična groza), 1988
- Pochwała niekonsekwencji (Hvalnica nedoslednosti), 1989
- Cywilizacja na ławie oskarżonych (Civilizacija na zatožni klopi), 1990
- Modernity on Endless Trial (Moderna na neskončnem procesu), 1990
- God Owes Us Nothing: A Brief Remark on Pascal's Religion and on the Spirit of Jansenism (Bog nam ne dolguje ničesar: kratka opomba k Pascalovi religiji in duhu janzenizma), 1995
- Freedom, Fame, Lying, and Betrayal: Essays on Everyday Life (Svoboda, slava, laž in izdaja: eseji o vsakdanjem življenju), 1999
- The Two Eyes of Spinoza and Other Essays on Philosophers, 2004
- My Correct Views on Everything, 2005
- Why Is There Something Rather Than Nothing?, 2007
- Is God Happy?: Selected Essays, 2012
- Jezus ośmieszony. Esej apologetyczny i sceptyczny, 2014

### Dela v slovenščini
Knjige
- Mini predavanja o maksi zadevah

Članki v raznih publikacijah
- O smislu tradicije, 1970
- Kako je mogoče biti konzervativno-liberalen socialist, 1986
- Marksizem - na koncu?, 1989
- Evropa je krščanskega izvora, 1991
- Vzgoja za sovraštvo ali vzgoja za dostojanstvo, 1991
- Biblijske zgodbe : iz cikla Nebeški ključ ali spodbudne zgodbe iz svete zgodovine, zbrane v poduk in svarilo, 1992
- Tri pripovedke o istovetnosti, 1993
- Iskanje barbara: slepila kulturnega univerzalizma, 1995
- Bojimo se nečesa nedoločenega, 1995
- Ljubiteljska pridiga o krščanskih vrednotah, 1996
- O božjem in človeškem stvarjenju, 1998
- Velika pridiga očeta Bernarda, 1998
- O strpnosti, 1999
- O spoštovanju narave, 2000
- O svobodi, 2000
- Demokracija je v nasprotju z naravo, 2001
- O barbarstvu, 2001
- O enakosti, 2001
- O oblasti, 2001
- O svobodi, 2001
- Na srečo ne poznamo prihodnosti, 2002
- O posedovanju samega sebe, 2002
- O pogrebih, 2003
- O maskah, 2004
- O potovanjih, 2004
- O kolektivni identiteti, 2006
- Kaj je socializem?, 2008
- Bog v brezbožnem času, 2015

Nekateri izmed navedenih člankov so vključeni tudi v knjigo Mini predavanja o maksi zadevah.

## Priznanja
- nagrada Jurzykowski (1969)
- Peace Prize of the German Book Trade (1977)
- Veillon Foundation European Prize for the Essay (1980)
- MacArthurjeva nagrada (1982)
- Erazmova nagrada (1983)
- MacArthurjevo društvo (1983)
- Jefferson Lecture for the National Endowment for the Humanities (1986)
- nagrada Polish Pen Club (1988)
- University of Chicago Press, nagrada Gordona J. Lainga(1991)
- nagrada Tocqueville (1994)
- Red belega orla (1997)
- častni doktorat Univerze v Wrocławu (2002)
- nagrada Johna W. Klugeja Kongresne knjižnice (2003)
- medalja svetega Jurija (2006)
- častna diploma Central European University (2006)
- Jeruzalemska nagrada (2007)
- Democracy Service Medal (2009)